# Маковський Михайло Михайлович
Михайло Михайлович Маковський (біл. Міхаіл Міхайлавіч Макоўскі, рос. Михаил Михайлович Маковский, 23 квітня 1977, Молодечно, Білоруська РСР, СРСР) — білоруський футболіст, тренер.

## Кар'єра

### Клубна
Михайло Маковський і його брат-близнюк Володимир почали займатися футболом в Молодечно, де їх наставником у місцевій ДЮСШ був Анатолій Бересньов. У 16-річному віці футболісти опинилися в клубі «Електромодуль», який брав участь у першості третього дивізіону Білорусі. Одного разу гру цієї команди відвідав майбутній тренер збірної Білорусі Сергій Боровський, який тренував тоді інший клуб з Молодечно — «Металург». Вже в наступному сезоні брати Маковські захищали кольори «Металурга», який грав у Вищій лізі і ставив перед собою набагато більш серйозні завдання, ніж попередня команда. У цьому клубі хлопці провели два роки, після чого їх запросили приєднатися до мінського «Динамо».
Згодом брати перейшли в київське «Динамо». У 1999 році шляхи братів Маковських вперше розійшлися — Михайло вирушив у полтавську «Ворсклу», а Володимир в калінінградську «Балтику». Однак досить швидко близнюки знову опинилися разом — Володимира запросили за протекцією брата до складу полтавської команди.
Потім виступав за київський ЦСКА, «Закарпаття», «Динамо» Мінськ, «Інтер» Баку, «Даріду», «Городею». У 2012 році — у ФК «Сморгонь», де і завершив професійну кар'єру..

## Досягнення
Динамо (Мінськ)
- Чемпіон Білорусі (1): 1997
- Срібний призер чемпіонату Білорусі (1): 1996
- Фіналіст Кубка Білорусі (1): 1995/96

 Динамо (Київ)
- Чемпіон України (1): 1997/98

 Інтер (Баку)
- Фіналіст Кубка Азербайджану (1): 2004/05